# Колібрі-діамант колумбійський
Колі́брі-діама́нт колумбійський (Heliodoxa jacula) — вид серпокрильцеподібних птахів родини колібрієвих (Trochilidae). Мешкає в Центральній і Південній Америці.

## Опис

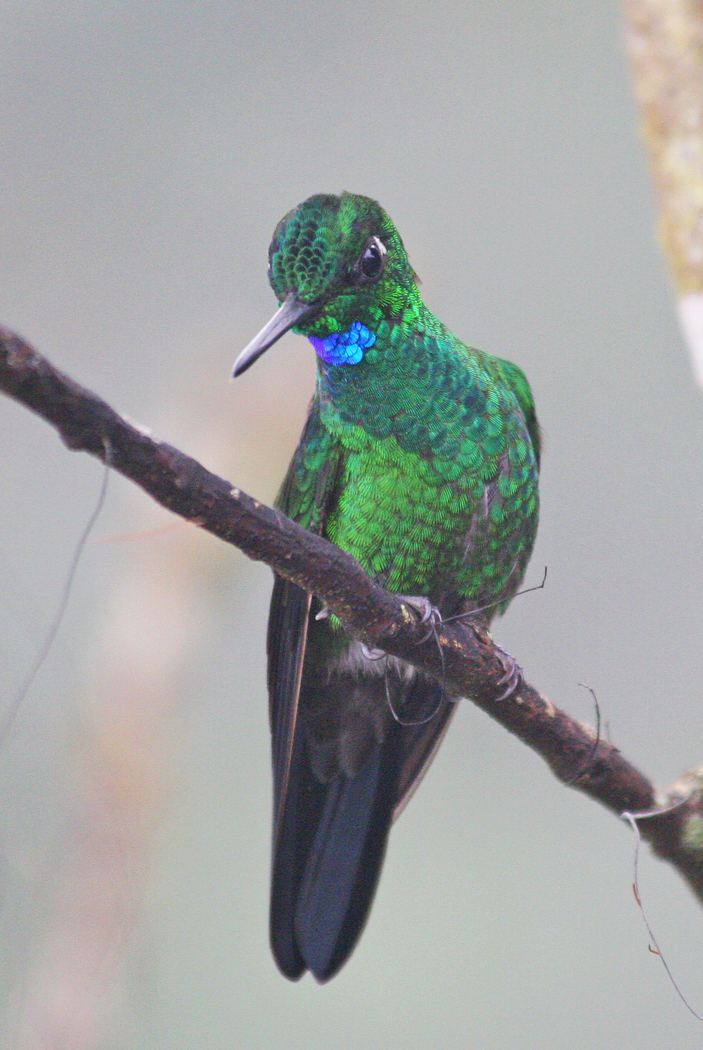
Колумбійський колібрі-діамант

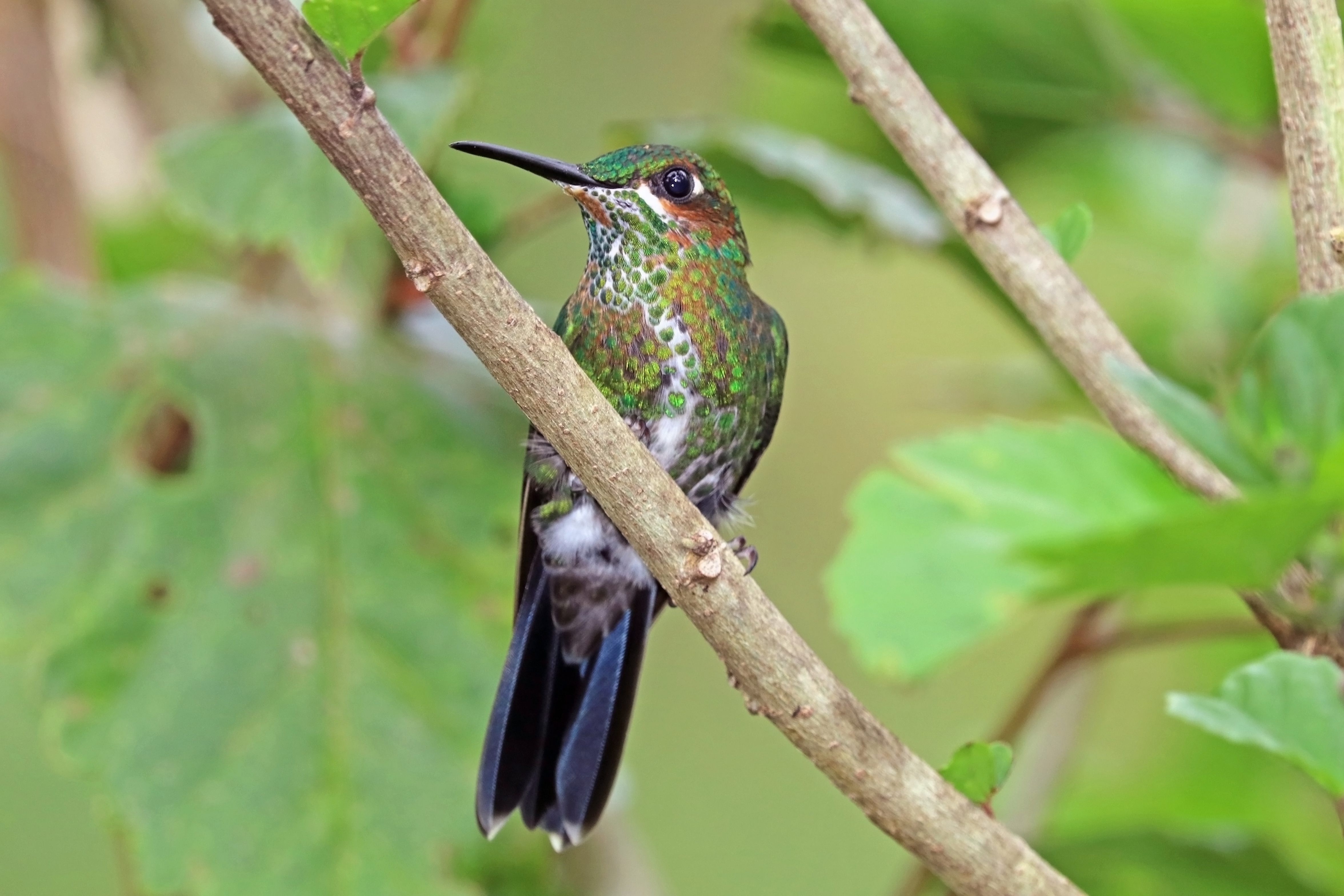
Молодий колумбійський колібрі-діамант (підвид H. j. henryi, хмарний ліс гори Тотумас, Панама)

Довжина самців становить 12-13 см, вага 9,5 г, довжина самиць 10,5-12 см, вага 8 г. У самців номінативного підвиду голова і груди зелені або синьо-зелені, блискучі, на горлі невелика металево-фіолетово-синя пляма. Верхня частина тіла і живіт бронзово-зелені, стегна і гузка білі. Хвіст роздвоєний, синювато-чорний. Дзьоб прямий, чорний, за очима невеликі білі плями.
У самиць голова синьо-зелена, відблиск в її оперенні відсутній, під дзьобом є короткі білі "вуса". Нижня частина тіла білувата, сильно поцяткована зеленими плямами, на боках вони зливаються разом. Хвіст чорний, менш роздвоєний, ніж у самців, крайні стернові пера мають білі кінчики. У молодих самців тім'я і нижня частина тіла тьмяно-бронзово-зелені, підборіддя і шоки охристі, хвіст неглибоко дещо. У молодих самиць горло охристе, зелені плями на нижній частині тіла більш тьмяні, ніж у дорослих птахів.
Представники підвиду H. j. henryi є більшими, ніж представники номінативного підвиду. У самців цього підвиду голови є більш яскравими, а їх оперення більш зелене. У самиць нижня частина тіла більш біла, боки менш поцятковані зеленими плямами. У самців підвиду H. j. jamersoni голова і груди є більш тьмяними, ніж у представників номінативного підвиду, їх хвіст є коротший, а центральні стернові пера мають зелений відблиск.

## Підвиди
Виділяють три підвиди:
- H. j. henryi Lawrence, 1867 — від Коста-Рики до західної Панами;
- H. j. jacula Gould, 1850 — схід Панами, північ і центр Колумбії;
- H. j. jamersoni (Bourcier, 1851) — південний захід Колумбії (Нариньйо, можливо, Каука) і захід Еквадору (на південь до Ель-Оро).

## Поширення і екологія
Колумбійські колібрі-діаманти мешкають в Коста-Риці, Панамі, Колумбії і Еквадорі. Вони живуть у вологих рівнинних і гірських тропічних лісах, на узліссях і галявинах та в садах, на висоті від 300 до 2150 м над рівнем моря. Живляться нектаром квітучих ліан з роду Marcgravia, а також нектаром Heliconia, Drymonia, Inga та інших великих квітів, іноді комахами. Гніздо чашоподібне, робиться з рослинних волокон і луски деревоподібної папороті, розміщується на дереві, на висоті від 2 до 6 м над землею. В кладці 2 білих яйця розміром 16,5×11 мм.